# Софіївка - перлина України (фільм)
Софіївка — перлина України — український документальний фільм про красоти Софіївки.

## Інформація про фільм
Відео-екскурс по Софіївці — Національному дендрологічному парку України, без перебільшення одному з найкращих місць, створеного людськими руками.
Потрапивши до музею живої природи під назвою «Софіївка», ви відразу переконуєтесь: тут все нагадує казку. І це справді так, адже в основу композиційного вирішення центральної частини парку покладені сюжети з міфології Стародавньої Греції та Риму, а деякі місця нагадують оселю грецьких богів, героїв, письменників та філософів.
За задумом архітектора, парк є наочною ілюстрацією до окремих частин поем Гомера «Іліада» та «Одіссея». «Софіївка» тим і славиться, що вона побудована на класичній основі, бо це практично матеріалізована в конкретних об'єктах парку Гомерівська «Одіссея». Будь-яка (перша-ліпша) композиція чи мала архітектурна форма не тільки гарна зовнішньо, але і містить в собі певний задум, виражає ідею міфу чи якоїсь події, — і все це настільки продумано і пов'язано між собою, що загалом зливається в єдину симфонію краси.